# Pierre Pigneau de Behaine
Pierre-Joseph-Georges Pigneau M.E.P. (tiếng Pháp: [pjɛʁ ʒo.zɛf ʒɔʁʒ pi.ɲo]; 2 tháng 11 năm 1741 – 9 tháng 10 năm 1799), tên thường gọi là Pigneau de Behaine (tiếng Pháp: [pi.ɲo də be.ɛn]), là một giám chức người Pháp của Giáo hội Công giáo. Ông nổi tiếng được Nguyễn Phúc Ánh trọng dụng trong việc lấy lại quyền bính từ tay nhà Tây Sơn vào cuối thế kỷ 18. Ông tuy giữ chức Đại diện Tông tòa Đàng Trong, nhưng được tấn phong làm Giám mục Hiệu tòa Adran nên cũng thường được các sách sử gọi là Giám mục Adran (tiếng Pháp: Évêque d'Adran).
Người Việt biết đến ông dưới tên Bá Đa Lộc (chữ Hán: 百多祿) vì tên tiếng Pháp của ông là Pierre, tương đương với Pedro trong tiếng Bồ Đào Nha, và từ đó xuất hiện cái tên "Bá Đa Lộc". Ông còn được biết tới với tên Bá Đa Lộc Bỉ Nhu, Bách Đa Lộc hay Cha Cả. Ngoài ra sử người Việt thời nhà Nguyễn còn dùng tước hiệu Bi Nhu quận công (悲柔郡公) theo sắc phong của vua Gia Long, gọi theo âm tiếng Pháp "Pigneau".

## Bắt đầu cuộc đời truyền giáo

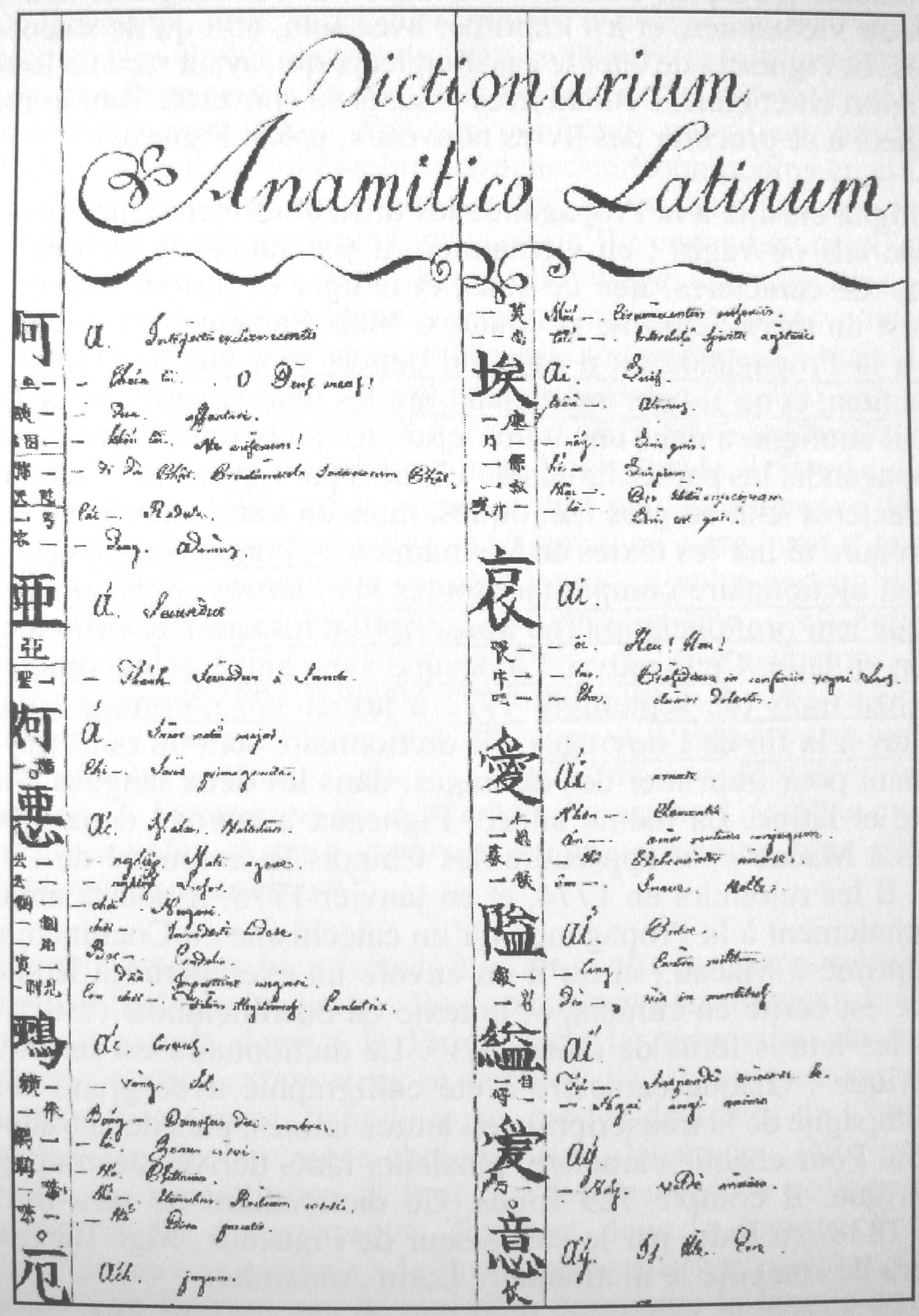
Ảnh chụp bút tích của Pigneau de Behaine biên soạn từ điển Annam-Latin năm 1773.

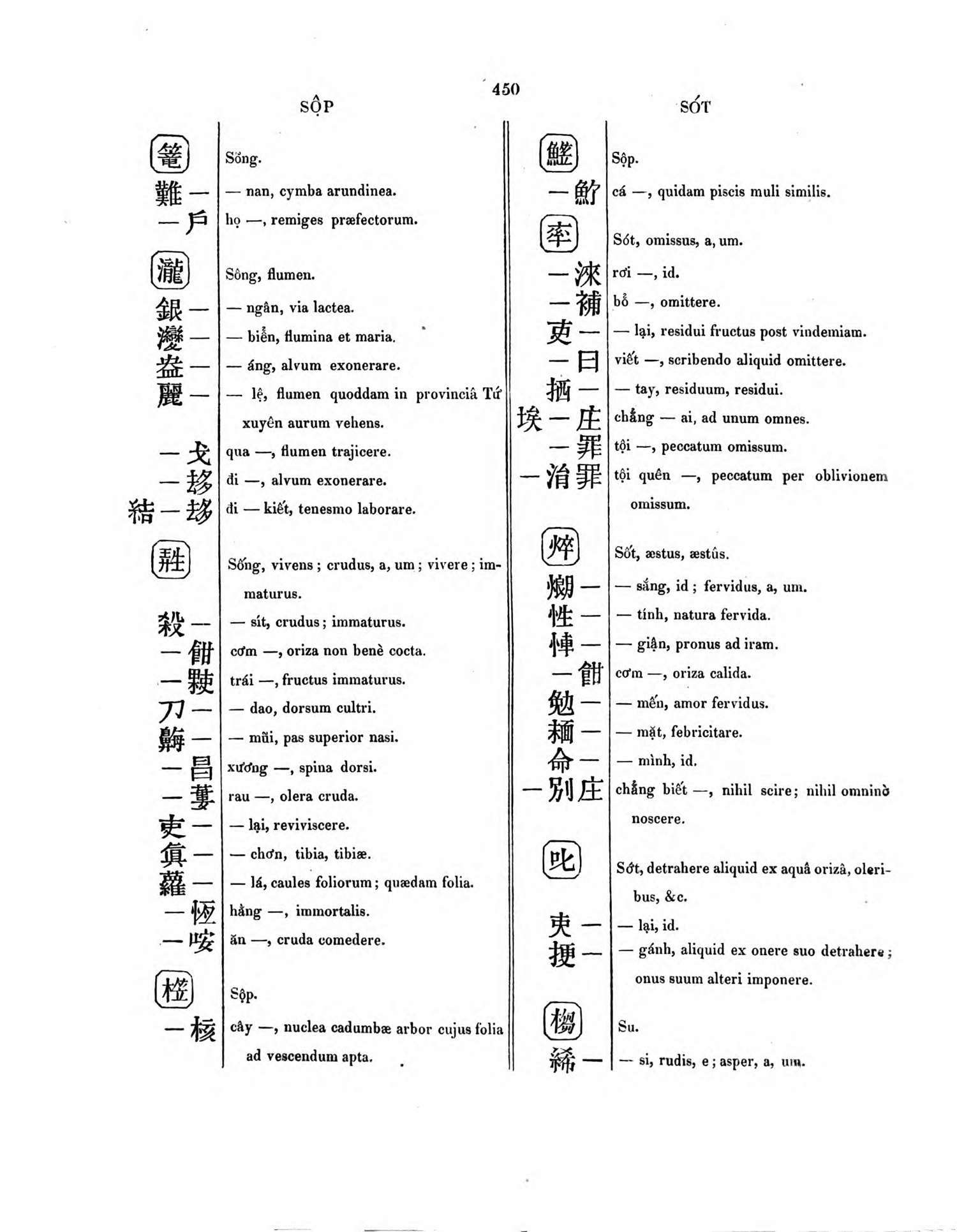
Một trang trong từ điển của Pigneau de Behaine được Jean-Louis Taberd xuất bản năm 1838

## Đặc sứ của Nguyễn Ánh tại Pháp

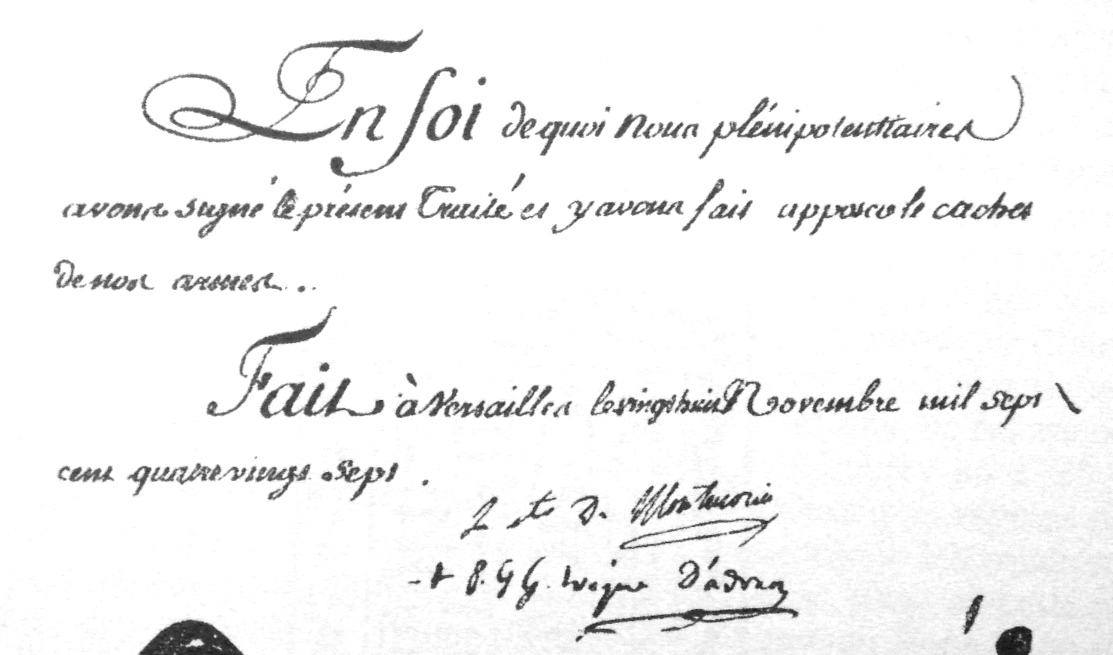
Chữ ký của Bá tước Montmorin và Bá Đa Lộc trên văn bản Hiệp ước Versailles.

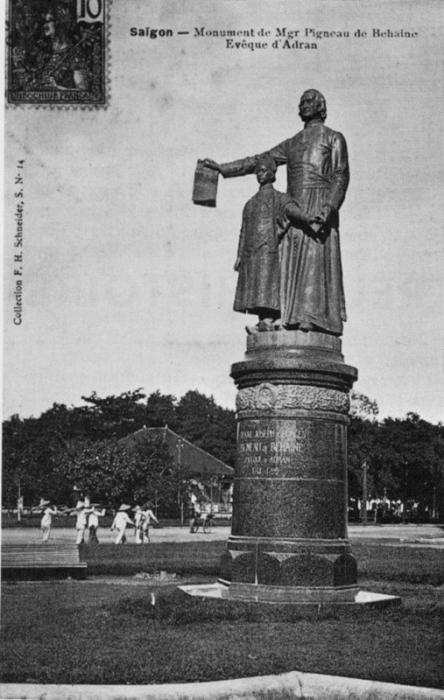
Tượng đài Bá Đa Lộc nắm tay vương tôn Nguyễn Phúc Cảnh tại Sài Gòn, vào khoảng năm 1900, gần Nhà thờ Đức Bà

## Trở lại Việt Nam

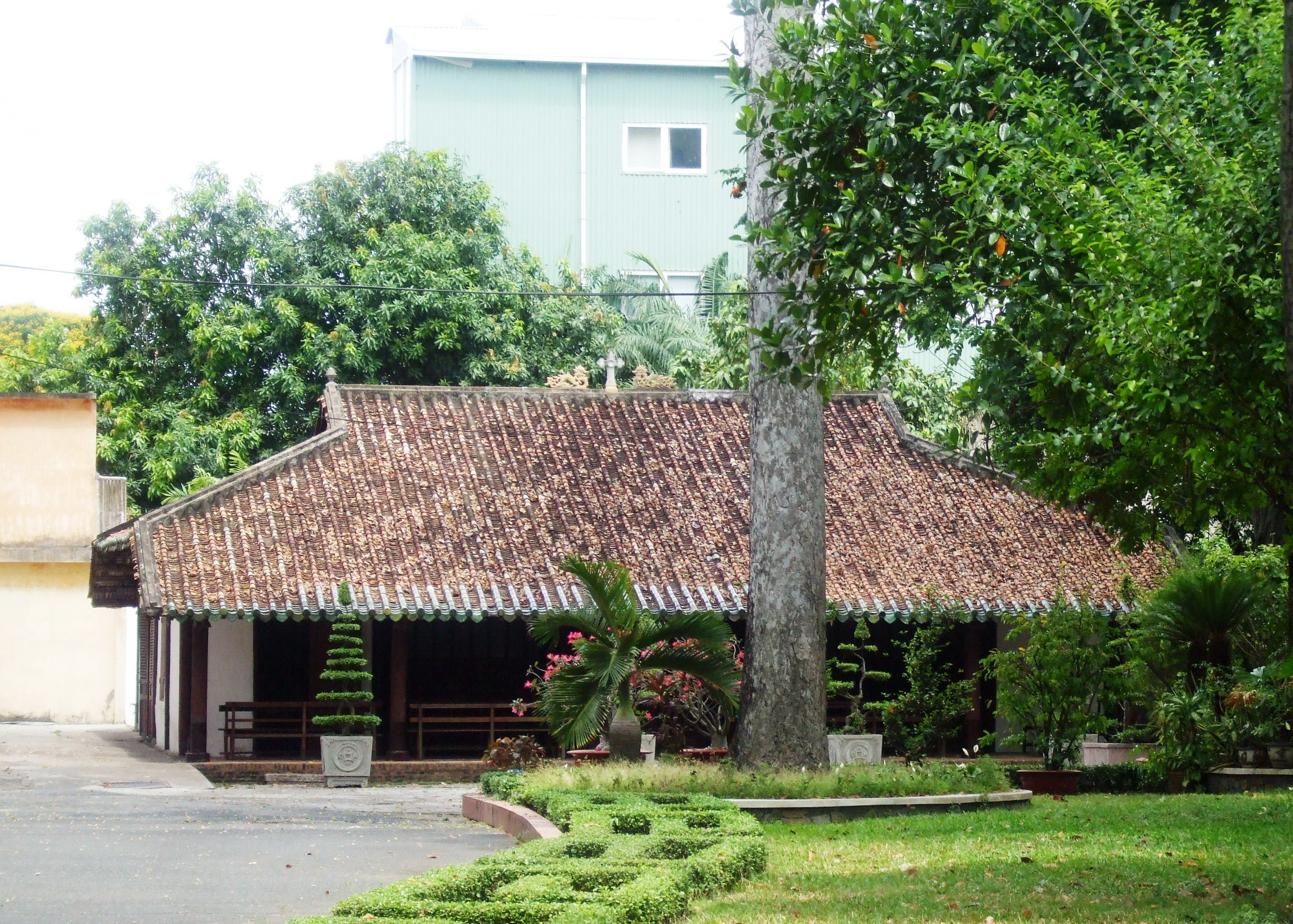
Nhà nguyện Bá Đa Lộc - Nay là Nhà nguyện Tòa tổng giám mục Thành phố Hồ Chí Minh

## Qua đời

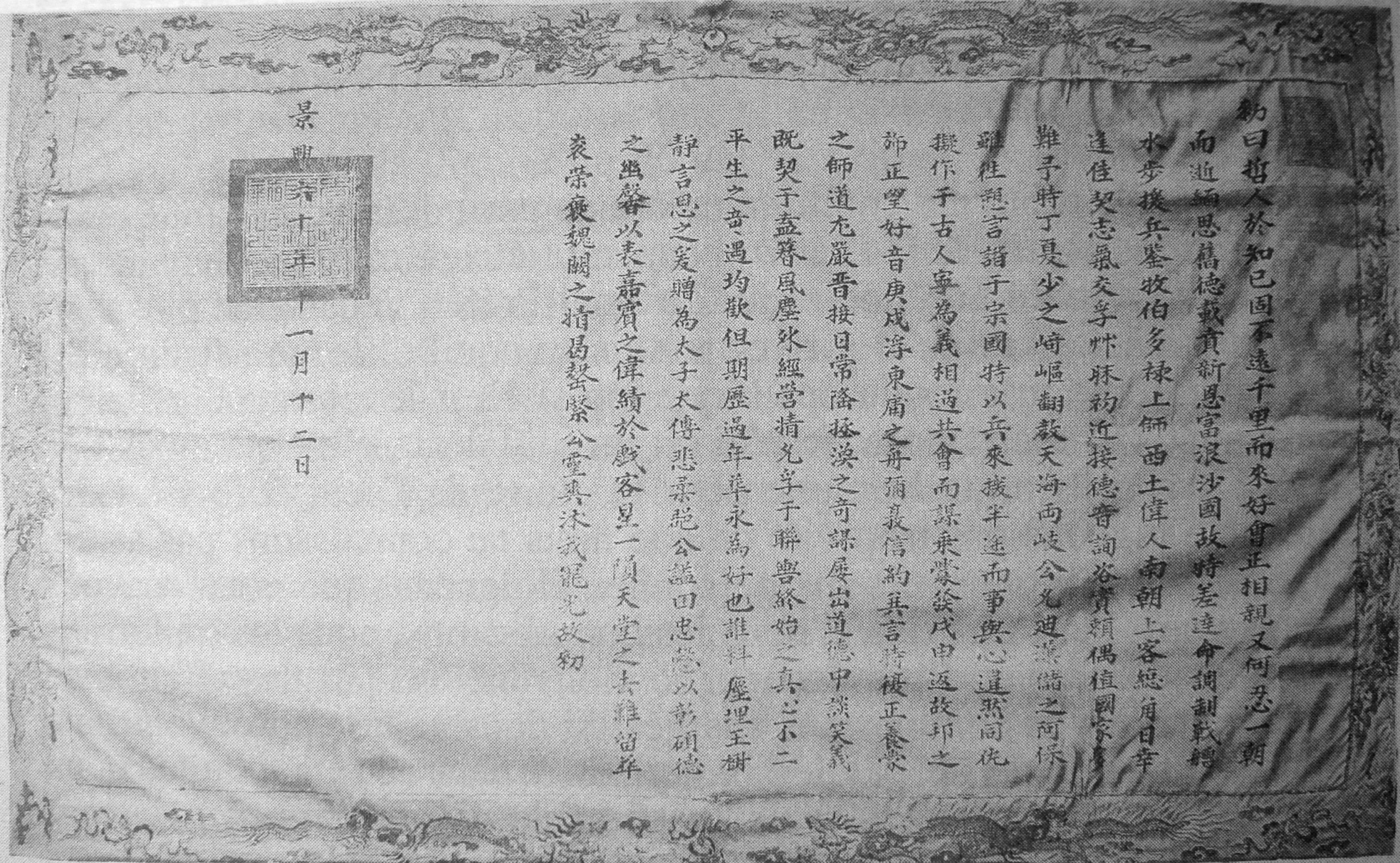
Bài điếu văn Bá Đa Lộc của vua Gia Long.

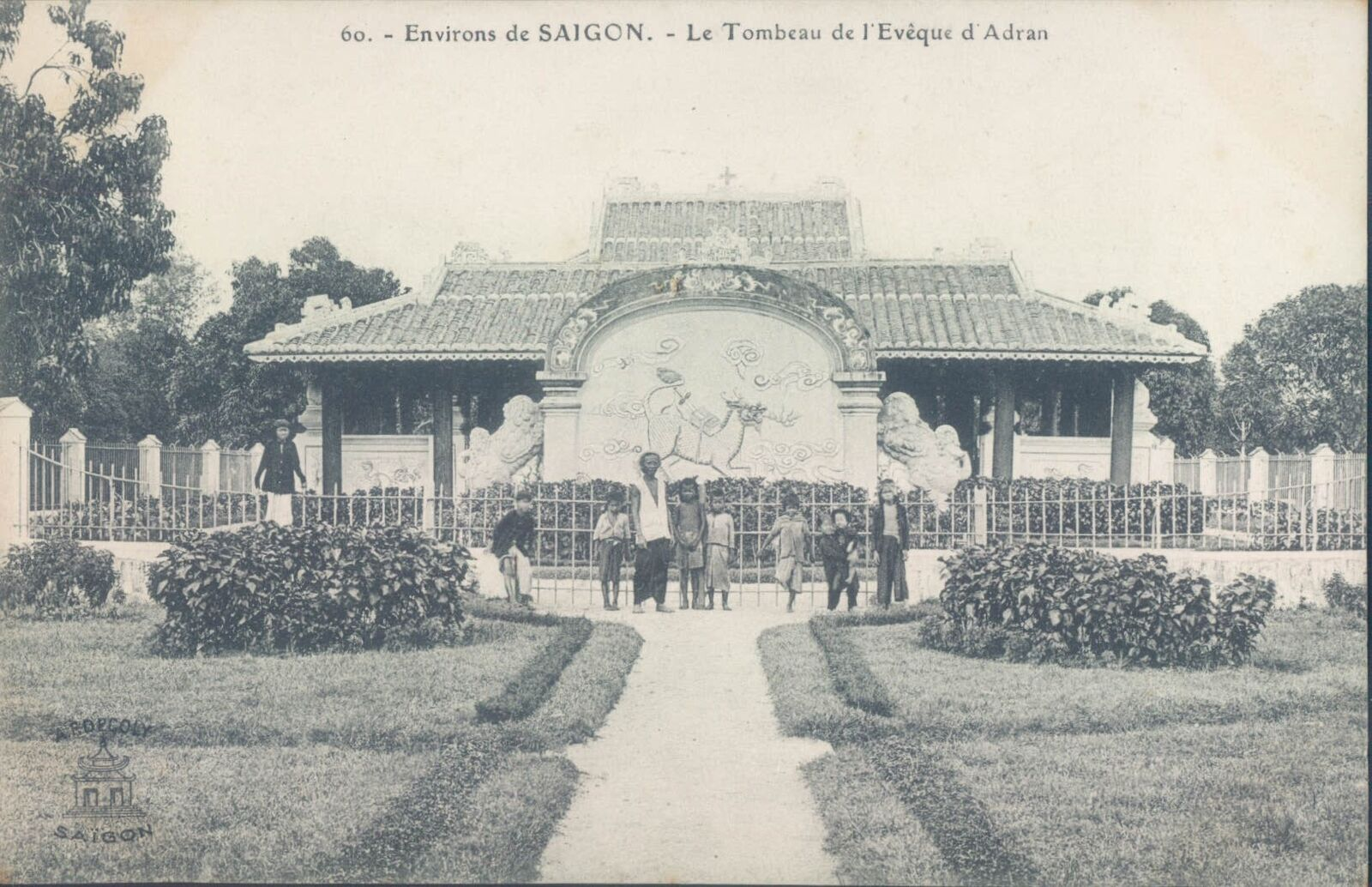
Lăng Cha Cả khoảng đầu thế kỷ 20